# Eugène Guillevic
Eugène Guillevic (Carnac, 5 agosto 1907 – Parigi, 19 marzo 1997) è stato un poeta francese.
Pubblicò nel 1942 la sua prima opera, Terraqué, seguita da altre innumerevoli raccolte poetiche che ne fecero uno dei più grandi poeti francesi della seconda metà del XX secolo.
Il suo stile è irregolare e conciso, spesso portatore di verità lapalissiane e contenente sempre un messaggio morale di fratellanza e rispetto.
Funzionario pubblico, nel 1942 entrò clandestinamente nel partito comunista. Nel 1988 ottenne l'ambito Prix Goncourt.

## Opere
- L'Expérience Guillevic (1923–1938, documents de travail publiés en 1994)
- Requiem (1938, plaquette de 6 poèmes non repris par l'auteur)[1]
- Terraqué, Gallimard, Paris, 1942.
- Elégies, avec une lithographie de Jean Dubuffet, Le Calligraphe, Paris 1946
- Fractures, Éditions de Minuit, collection L'Honneur des poètes, Paris 1947
- Exécutoire, Gallimard, Paris, 1947.
- Gagner, Gallimard, Paris, 1949.
- Terre à bonheur, Seghers, Paris, 1952; édition augmentée d'Envie de vivre, Seghers, Paris, 1985.
- 31 sonnets, préface Aragon, Gallimard, Paris, 1954 [recueil que Guillevic n'a pas souhaité voir réédité].
- Carnac, Gallimard, Paris, 1961.
- Sphère, Gallimard, Paris, 1963.
- Avec, Gallimard, Paris, 1966.
- Euclidiennes, Gallimard, Paris, 1967.
- Ville, Gallimard, Paris, 1969.
- Paroi, Gallimard, Paris, 1970.
- Encoches, Editeurs français réunis, Paris, 1970.
- Inclus, Gallimard, Paris, 1973.
- Du domaine, Gallimard, Paris, 1977.
- Étier, poèmes 1965-1975, Gallimard, Paris, 1979.
- Autres, poèmes 1969-1979, Gallimard, Paris, 1980.
- Trouées, poèmes 1973-1980, Gallimard, Paris, 1981.
- Guitare, avec des bois en couleurs de Gérard Blanchet, Les Bibliophiles de France, 1982
- Requis, poèmes 1977-1982, Gallimard, Paris, 1983 (ISBN 2070267385).
- Timbres, Ecrits des Forges, Trois-Rivières, 1986 (ISBN 2890460983).
- Motifs, poèmes 1981-1984, Gallimard, Paris, 1987 (ISBN 2070711102).
- Creusement, poèmes 1977-1986, Gallimard, Paris, 1987 (ISBN 2070711099).
- Qui, L'Instant perpétuel, Rouen, 1987
- Art poétique, poème 1985-1986, Gallimard, Paris, 1989 (ISBN 2070717283).
- Le Chant, poème 1987-1988, Gallimard, Paris, 1990 (ISBN 207072123X).
- Impacts, Deyrolle Editeur, Cognac, 1990 (ISBN 2908487012).
- Maintenant, poème 1986-1992, Gallimard, Paris, 1993 (ISBN 2070733424).
- Possibles futurs, poèmes 1982-1994, Gallimard, Paris, 1996 (ISBN 2070745678).
- Proses ou Boire dans le secret des grottes, Fischbacher, Paris, 2001 [édition posthume élaborée par Lucie Albertini-Guillevic et Jérôme Pellissier]. (ISBN 9782717900262)
- Quotidiennes, poèmes 1994-1996, Gallimard, Paris, 2002.
- Présent, poèmes 1987-1997, Gallimard, Paris, 2004 (ISBN 2070770214)
- Pas si bêtes!, Seghers Jeunesse, 2004,(ISBN 2232122530)
- Relier, poèmes 1938-1996, Gallimard, Paris, 2007 [édition posthume élaborée par Lucie Albertini-Guillevic], 810 p. (ISBN 978-2-07-078514-8)
- Humour blanc et autres fabliettes, Seghers Jeunesse, 2008 (ISBN 9782232123016)